# Vương Bí
Vương Bí (chữ Hán: 王賁) hay Vương Bôn (王奔), không rõ năm sinh năm mất, người ở làng Tân Dương Đông (nay thuộc đông bắc huyện Phú Bình, Thiểm Tây, Trung Quốc), là danh tướng nước Tần đã góp công giúp cho Tần Thủy Hoàng tiêu diệt sáu nước Sơn Đông thời Chiến Quốc, thống nhất Trung Hoa.

## Cuộc đời
Vương Bí là con trai của đại tướng Vương Tiễn, vị thống soái tối cao của nước Tần khi ấy. Vương Bí đã theo cha tham gia rất nhiều các chiến dịch quân sự, trong đó có cả chiến dịch dẹp phản loạn Đồn Lưu của Thành Kiểu và chiến dịch diệt các nước Triệu và Yên trước khi ông được Tần vương Chính tin tưởng thay cho cha làm thống soái của quân Tần.
Năm 225 TCN, Vương Bí dẫn quân đánh Ngụy. Thấy thành Đại Lương (Khai Phong) kinh đô nước Ngụy kiên cố khó đánh hạ, Vương Bí cho quân dẫn nước Hoàng Hà, Đại Câu Thủy chảy vào trong thành. Thành Đại Lương bị phá, hơn 10 vạn quân dân nước Ngụy bị ngập chết. Ngụy vương Giả đầu hàng, nước Ngụy bị diệt.
Năm 223 TCN, Vương Bí đánh Liêu Đông, vượt qua sông Áp Lục, vây phá được thành Bình Nhưỡng, bắt vua Yên là Hỉ đưa về kinh đô là Hàm Dương. Nhân đà thắng lợi, Vương Bí sang đánh đất Đại, bắt sống Triệu Gia, diệt hẳn nước Triệu.
Năm 221 TCN, Vương Bí đem quân đánh Tề, thế như chẻ tre, một đường đánh thẳng đến kinh đô nước Tề là Lâm Truy. Tề vương Kiến đầu hàng, Tề bị Tần diệt, đến đây thì Trung Hoa được thống nhất dưới Triều đại nhà Tần.
Nước Tần thống nhất Trung Hoa, Tần vương Chính lên ngôi hoàng đế, tự xưng là Thủy Hoàng. Vương Bí công to nên được phong làm Thông Vũ hầu.
Năm 219 TCN, cha con Vương Bí, Vương Ly theo Tần Thủy Hoàng tuần du thiên hạ. Xa giá đến Lang Gia, cha con Vương Ly cùng Vương Quán, Triệu Hợi, Doanh Thành, Phùng Vô Trạch, Ngỗi Lâm, Lý Tư, Vương Mậu, Triệu Anh, Dương Cù ở trên biển tán tụng công đức của Thủy Hoàng, đem lời khắc lên đá.
Không rõ hậu sự của Vương Bí, khả năng mất trước khi Tần Nhị Thế lên ngôi năm 210 TCN.

## Hậu duệ
Con Vương Bí là Vương Ly cũng làm đại tướng nhà Tần, về sau bị thủ lĩnh nghĩa quân Hạng Vũ đánh bại, bị giết. Hậu duệ của Vương Ly, bắt đầu từ Vương Cát hay Vương Nguyên lánh nạn về quận Lang Gia cư trú, đó chính là Lang Gia Vương thị.